# Srŏk O Reăng Âu
Srŏk O Reăng Âu är ett distrikt i Kambodja. Det ligger i provinsen Tboung Khmum, i den södra delen av landet, 70 km öster om huvudstaden Phnom Penh. Antalet invånare är 83 000.